# 台北美福大飯店
25°04′50″N 121°33′14″E / 25.080491°N 121.553787°E
台北美福大飯店（英語：Grand Mayfull Hotel Taipei）為位在臺灣臺北市中山區樂群二路55號的飯店，於2016年1月9日開始對外營業，為臺灣自創品牌的五星級國際飯店，分別於2016及2017年獲得世界奢華酒店及世界旅遊酒店組織的獎項肯定。

## 飯店大樓
基地3,600坪位在大直的飯店大樓為樓高25層的雙穹頂建築，曾獲得綠建築環保標章。飯店位於大樓1至9樓，全館規劃146間客房。

## 外部連結
- 台北美福大飯店 （页面存档备份，存于）
- 台北美福大飯店 Grand Mayfull Hotel Taipei的Facebook專頁
- YouTube上的台北美福大飯店Grand Mayfull Hotel Taipei頻道